# Рыцарь Лебедя

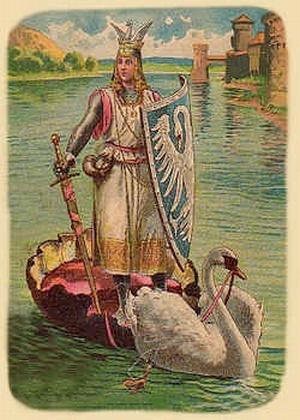
Лоэнгрин на открытке около 1900 года. Неизвестный художник

Ры́царь Ле́бедя — герой средневековых легенд, один из семерых близнецов, превращённых в лебедей. Первоначально считался дедом Готфрида Бульонского. Имена Рыцаря Лебедя — Лоэнгрин (в немецком варианте), Элиас (в брабантском).

## Произведения
Около XIII века Готфриду Бульонскому была сочинена фантастическая генеалогия, согласно которой его дедом был Элиас (Helias), один из семи близнецов, родившихся у короля и королевы, имена которых варьируются. Сохранились две поэмы о его рождении, более ранняя, «Элиокса», и более поздняя, «Беатриса». Обычно им даётся общее название, «Рождение Рыцаря Лебедя».

### «Элиокса» (Elioxe)
Король Лотарь, заблудившись на охоте, встречает в лесу Элиоксу и женится на ней. Вскоре начинается война с неверными. В это время героиня рожает семерых детей-близнецов (шесть мальчиков и девочку) и умирает. Свекровь велит унести детей в лес, а вернувшемуся из похода сыну говорит, что его жена родила семь гадюк. Детей воспитывает отшельник. Они носят золотые цепи. Спустя семь лет детей находят в лесу; мать короля велит снять с них цепи, при этом одна из них ломается. Шесть мальчиков превращаются в лебедей, цепь на девочке остаётся, так как её не заметили. Девочка зовёт на помощь отшельника. Королю открывают правду, он велит вернуть лебедям цепи, и они приобретают человеческий облик. Лишь один, чья цепь сломана, остаётся лебедем. Он вечно сопровождает одного из братьев, Элиаса, остальные отправляются на поиски приключений. Элиас прибывает в Нимвеген.

### «Беатриса» (Beatrix)
У короля Орианта и королевы Беатрисы рождается семь близнецов, шесть мальчиков и девочка, с серебряными цепями. Против Беатрисы строит козни коварная свекровь, старая королева Матабруна. Повивальная бабка по совету Матабруны подменила детей щенятами. Матабруна приказывает слуге отнести детей в лес и убить, но слуга сжалился и оставил их живыми. Отшельник нашёл их и воспитал; дикая коза их выкормила.
Ориант заключил Беатрису в тюрьму. Матабруна, узнав, что дети живы, велит поймать их, а цепи переплавить. Но находят лишь шестерых (кроме старшего Элиаса). Дети без цепей превращаются в лебедей. Но переплавили только одну цепь, остальные утаил ювелир. Через 15 лет решают наконец казнить Беатрису, если кто-либо не выступит в её защиту. Посылают к отшельнику за Элиасом. По велению ангела он сражается за честь матери, побеждает, освобождает Беатрису и возвращает человеческий облик братьям и сестре, вернув им цепи. Но один из братьев, чья цепь была переплавлена, остаётся лебедем. Элиас мстит Матабрюне и уплывает в ладье, влекомой братом-лебедем. После поединка с братом Матабрюны он прибывает в Нимвеген.

### «Рыцарь Лебедя» (Chevalier au Cygne)
Рыцарь Лебедя появляется в Нимвегене, при дворе императора Оттона. Он вступается за герцогиню Бульонскую, владения которой захватил герцог Ренье Саксонский. Начинается поединок, в котором герой побеждает. Герцогиня Бульонская уходит в монастырь, а её дочь Беатриса выходит замуж за Рыцаря Лебедя. У них должна родиться дочь. Герой поэмы успешно сражается с саксами, пытающимися отомстить за смерть герцога Ренье. Война с саксами длительна и жестока. Наконец, с помощью императора Оттона саксы окончательно разбиты. Тем временем у Беатрисы рождается дочь Ида. По условиям брака, Беатриса не должна спрашивать у мужа его имя. Когда, спустя семь лет после рождения дочери, она все же делает это, Рыцарь Лебедя, попросив разрешения у Оттона, покидает двор. Беатриса правит своим герцогством одна.

### «Конец Элиаса» (Fin d’Elias)
Элиас прибывает к крепости Ильфор и узнан матерью, увидевшей его с башни. Следуют чудесные знамения и манипуляции, чтобы брат-Лебедь превратился в юношу. Ему дают имя Эсмерет. Элиас живет один в специально построенном замке. Затем к нему приезжают жена и дочь Ида (её исторический прототип — Ида Лотарингская), будущая мать Евстахия, Готфрида и Балдуина.

## Литературное значение
Этот мнимо исторический сюжет представляет вариант широко распространённой, хорошо известной и в России сказки о злой свекрови. Сказки на эту тему известны в Европе издавна.

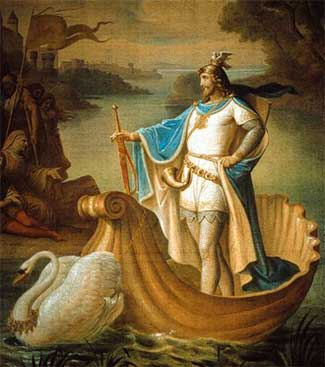
Картина Августа фон Хекеля «Лоэнгрин» (1886)

Французская редакция — «История Рыцаря Лебедя» Жана Ренара (фр. L'Histoire du Chevalier au Cygne), издана в 1499 году. Известны португальская и итальянская обработки XVI века; различные варианты романа были широко распространены в Нидерландах и Германии.
По мотивам легенды написана баллада «Радигер» Роберта Саути (англ. Rudiger; «Адельстан» в переводе В. А. Жуковского) и опера «Лоэнгрин» Рихарда Вагнера.